# صفية العمري
صفية العمري (20 أكتوبر 1949 -)، ممثلة مصرية.

## حياتها
ولدت وتربت في مدينة المحلة الكبرى بمحافظة الغربية ثم انتقلت الي القاهرة لظروف عملها.
وسفيرة سابقة للأمم المتحدة للنوايا الحسنة. تخرجت من كلية التجارة ودرست اللغة الروسية وعملت كمترجمة في المؤتمرات الدولية. إكتشفها المنتج رمسيس نجيب، وتزوجت من الفنان جلال عيسى وأنجبا ولدين.

## أعمالها

### من المسلسلات
- أحلام الفتى الطائر.
- الأيام.
- لو يعود الزمان.
- الحوت.
- ليالي الحلمية - ستة أجزاء.
- هوانم جاردن سيتي.
- الأصدقاء.
- أوبرا عايدة.
- أبيض في أبيض.
- عفاريت السيالة.
- الرجل والطريق.
- حارة المعز.
- خان القناديل.

### أهم أفلامها
- العذاب فوق شفاه تبتسم.
- على باب الوزير.
- ليل وخونة.
- البركان.
- البداية.
- البيه البواب.
- الحب أيضا يموت.
- لا وقت للدموع.
- الأرملة والشيطان.
- المصير.
- المهاجر.
- المواطن مصري.
- أبداً لن أعود.
- امرأة من نار.
- أسوار المدابغ.
- أنا اللي قتلت الحنش.
- عتبة الستات.
- بيبو وبشير.
- الليلة الكبيرة.
- فص ملح وداخ.

## العمل السياسي
تم اختيارها كسفيرة للنوايا الحسنة بالأمم المتحدة عام 1997 ولكنها اعتذرت عن منصبها في عام 2006 احتجاجاً على الحرب على لبنان.

## روابط خارجية
- صفية العمري على موقع IMDb (الإنجليزية)
- صفية العمري على موقع الدهليز
- صفية العمري على موقع قاعدة بيانات الأفلام العربية